# Roger Assalé
Roger Claver Djapone Assalé (ur. 13 listopada 1993 w Abengourou) – iworyjski piłkarz występujący na pozycji lewego napastnika w niemieckim klubie Werder Brema oraz w reprezentacji Wybrzeża Kości Słoniowej.

## Kariera klubowa
Swoją karierę piłkarską Assalé rozpoczął w klubie Société Omnisports de l’Armée ze stolicy kraju Jamusukro. W 2011 roku zadebiutował w nim w pierwszej lidze Wybrzeża Kości Słoniowej. W 2012 roku przeszedł do Séwé Sport. Z klubem tym trzykrotnie z rzędu wywalczył mistrzostwo kraju w latach 2012-2014. W 2014 roku wystąpił w obu finałowych meczach Pucharu Konfederacji z Al-Ahly Kair. W pierwszym z nich, wygranym 2:1, zdobył gola. W drugim zespół Séwé Sport przegrał 0:1.
W 2014 roku Assalé przeszedł do klubu z Demokratycznej Republiki Konga, TP Mazembe. Wywalczył z nim wicemistrzostwo kraju w sezonie 2014/2015 i dwa mistrzostwa w sezonach 2015/2016 i 2016/2017. Wygrał również Ligę Mistrzów w 2015 roku oraz Puchar Konfederacji i Superpuchar Afryki w 2016 roku.
W 2017 roku Assalé został zawodnikiem szwajcarskiego BSC Young Boys. Zadebiutował w nim 18 lutego 2017 w zremisowanym 2:2 domowym meczu z FC Sankt Gallen.

## Kariera reprezentacyjna
W reprezentacji Wybrzeża Kości Słoniowej Assalé zadebiutował 6 lipca 2013 roku w przegranym 1:4 meczu eliminacjach do Mistrzostw Narodów Afryki z Nigerią. W 2015 roku został powołany do kadry na Puchar Narodów Afryki 2015. Nie rozegrał na nim żadnego meczu. Wraz z kadrą narodową zwyciężył w tym turnieju.